# 出汁
出汁（だし）は、煮出汁（にだしじる）の略で、動・植物性食品の旨味（うまみ）成分を水に溶出させたもの。「出し汁」（だしじる）、「にだし」ともいう。
国や地域により、かなり異なっている。

## 概要
料理に主にうま味を加えるために用いられる。うま味成分は魚や肉、野菜、キノコや海藻から抽出し、栄養素としてはアミノ酸や核酸などから成り、その他、甘・酸・苦・鹹などの味も加える。また出汁は香りをも与える。
食文化ごとに出汁はかなり異なっている。ただし栄養素的にはグルタミン酸、イノシン酸やグアニル酸などの呈味性ヌクレオチドが含まれており、そうした栄養素を含む食材が選ばれている。
洋の東西を問わず、出汁というものはある。
日本料理においては鰹節、昆布、煮干し、椎茸、野菜、魚のアラなど様々なだしがある。だしは「味の基礎」となっている。
西洋料理では、伝統的には、だしには牛・鶏・魚・野菜・香草などを用いる。たとえばフランス料理では「フォン」というだしがあり、「フォン」はフランス語で「底」「根底」という意味であり、やはり味の基礎となっている。
なお出汁を粉末等にした製品もある。西洋料理や中華料理の汁物（スープ）に使われるブイヨンや湯なども「洋風だし」や「中華だし」などと呼ばれることがあり、これらに対して特に日本料理のだしを呼ぶときは「和風だし」と呼ばれる。

## 日本料理

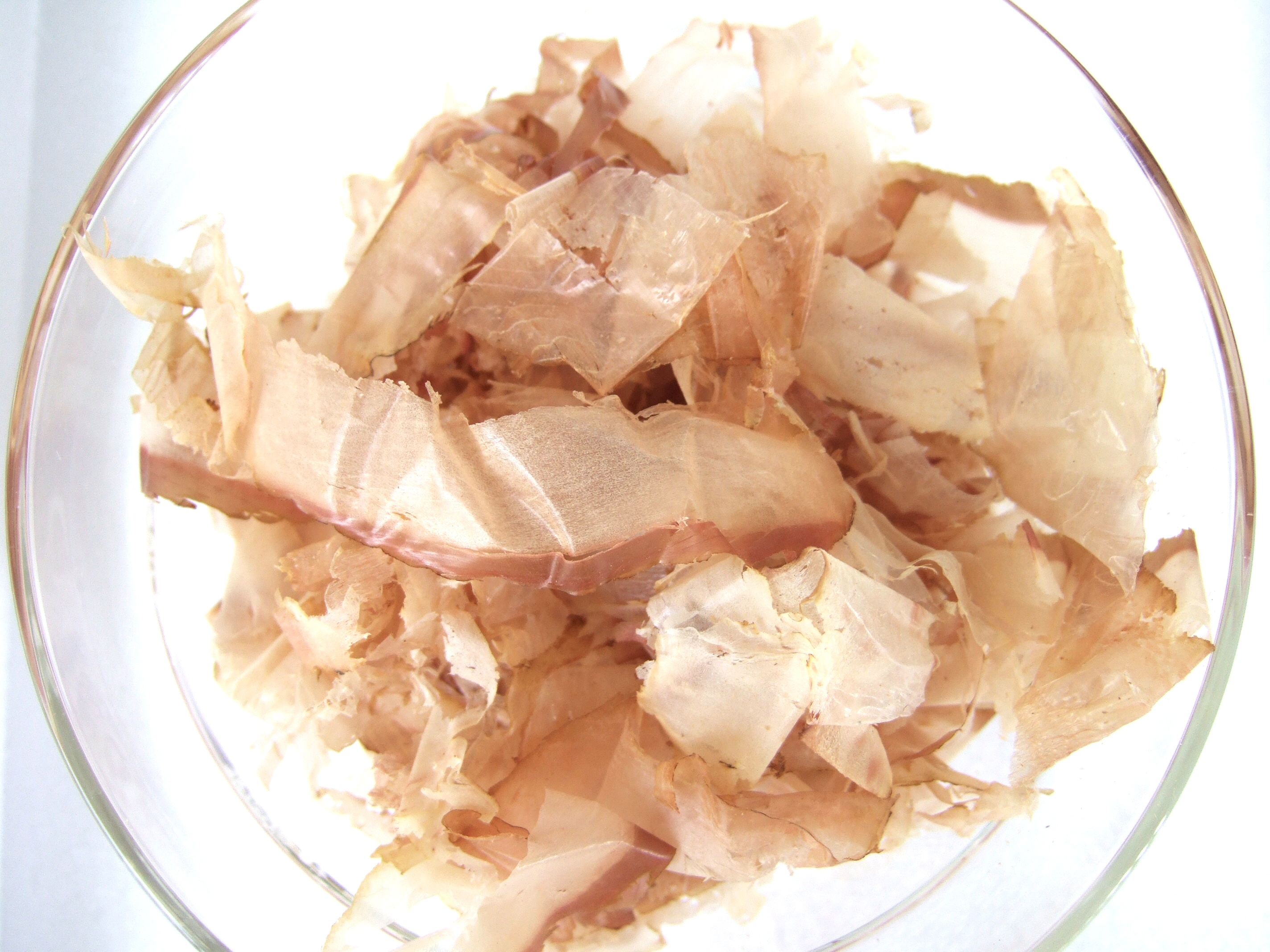
だしをとるための削り節（削られた状態の鰹節）。そもそもだしに使われる鰹節が西日本と東日本ではかなり異なる。

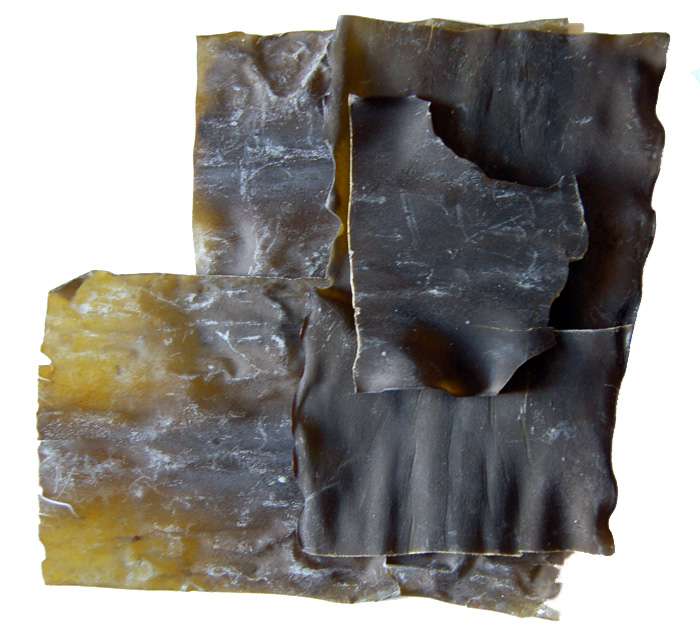
西日本のダシのメインとなる昆布（の乾物）

だしは日本料理の基本である。ただし、鰹節や昆布のような濃厚なだし汁は、元々は富裕層の文化で、庶民層は祝い事などのハレの日を除いて、魚や野菜の煮汁から生じる淡白なだし汁を基本としており、大正から昭和の時代にかけての家庭料理本には、（庶民が全く知らないことを前提として）鰹節や昆布を使っただし汁の取り方が必ず記載されるほど、庶民には縁遠いものだった。この「だし」が、西日本（関西）と東日本（関東）ではかなり異なる。そもそも、関西と関東でだしに使われている素材が異なっている。たとえば、鰹節ひとつをとりあげても、関西と関東では違っている。関西ではカビつけをしないかつおの荒節が好まれ、荒節は焙煎の香りが残ってスッキリとした香りと酸味が特徴である。それに対して関東では、江戸の中期頃からカビつけした枯節が好まれるようになったのだが、枯節というのは甘味があって上品な香りが特徴で、よりまろやかな味わいが楽しめるという特徴がある。高級な荒節や枯節に比べ、鯖節やムロアジ節は安く購入できたが、庶民層は削る手間を嫌って、削り節を乾物屋で購入していた。だしは日本料理の基本でありさまざまな料理に使われているわけで、その「だし」が素材から違うため、当然の結果として関西の料理と関東の料理にも違いが生まれている。なお庶民層が日常的に、鰹節や昆布でだし汁を取るようになるのは、戦前の明治末期から普及した化学調味料の安全性が問題視された、戦後の1970年代頃からと言われている。
関東ではだし汁を「つゆ」や「おつゆ」と呼ぶことがある。それに対して、関西では「だし」、もしくは「おだし」と呼ぶ。これは単なる "方言の違い" や "名称の違い" ではなく、それらの言葉が意味しているニュアンスも異なっており、関東と関西それぞれの味付けの考え方や、だしの活用法もかなり異なっている。
関東のつゆ
関東のつゆは強い味を足しており、《味付け》が基本である。関東の「おつゆ」は、魚由来のものがメインで、鰹節の香りが特徴であり、魚の香り（匂い）にパンチがあるため、そこに合わせるしょうゆも力強いものが選ばれる。関東では昆布を使わないことすらある。
関西の「おだし」
関西の「おだし」は素材の《風味》を活かすための下地。関西は昆布をメインにして、煮干しやかつおなどを使った組みあわせのだしが特徴であり、あくまで風味（味わい）がメインのためのものであり、薄口醤油（または濃口醬油を少なめ）を使い、砂糖も控えめにして、風味つけにとどめる。

### 用途、活用法

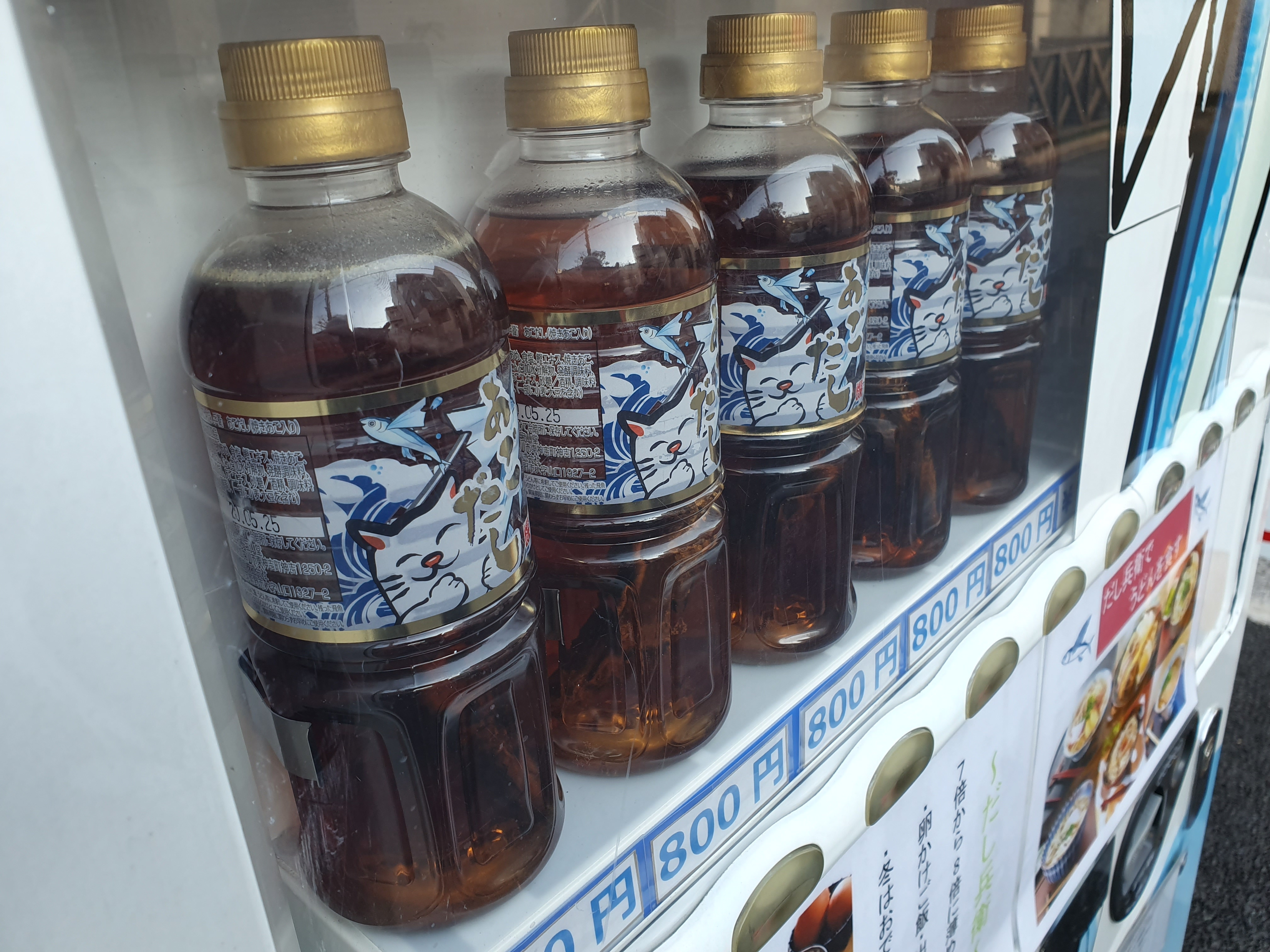
出汁の自動販売機

だしは煮物、おでんなどの鍋料理、麺類など様々に用いられる。また、和え物の味付けに利用したり、酢などを割って二杯酢など別の調味料としたり、一夜漬けなどの調味に使用する事がある。鍋料理では、出汁を入れて煮た各種の具材からも出汁が出て味を深め、最後は米飯や麺類を入れて食べる、いわゆる「〆（しめ）」づくりに使われる。讃岐うどんで知られる香川県では、つゆの作成のために、だしを醤油に抽出させた「だし醤油」が置かれる。
明治時代以降は西洋・中国料理の影響もあって肉類など食材の幅が広がり、鶏肉やスッポン、ウミガメ、豚骨・牛骨などが使われることもある。
後述する西洋料理のだしなどが数時間程度かかるのに対して、昆布や鰹節、煮干しでだしをとるのは、数分 − 数十分と短時間である。家庭での和風出汁づくりは手間がかかるため、食品メーカーは簡単に煮出せる出汁入りバッグや、顆粒・粉末・液状のインスタント出汁を販売している。外食産業や食品メーカーでは素材や抽出方法に独自の工夫をした出汁を使うことが多い。特に飲食店では、ダシのノウハウは一種の "生命線" であり、その作り方（レシピ）を秘密にすることが多い。
精進料理では昆布、椎茸の他に、大豆、モヤシ、六条豆腐（塩蔵した乾燥豆腐）なども用いられる。
だしを取った後の昆布、鰹節といっただしがらも、醤油等で味を付け、佃煮やふりかけなどに利用されることがある。
日本国外においても、日本風のだしを素材の持ち味を引き出す隠し味として西洋料理に応用する試みが行われている。
日本料理では吸物に用いる一番だしや、下味を付けたり汁物に用いる二番だしなど用途によってだしを使い分ける。

### 種類
だしには以下のようなものがある。
- あわせだし - 複数の食品からとっただし。特に昆布と鰹節のあわせだしが使われる。
  - 一番だし - 主に吸物に用いる。鍋に水2リットルと昆布20グラムを入れて煮て、沸騰直前に昆布を取り出す。鰹節30グラムを入れたら火を止める。鰹節が沈んだら漉す[3]。
  - 二番だし - 汁物等様々に用いる。鍋に水2リットルと、一番だしで用いた昆布と鰹節を入れて煮、沸騰したら火を止めて漉す。おいがつおを加える場合もある[3]。
- 精進だし - 肉を禁じた、精進料理に使われるだし。昆布・干し椎茸・かんぴょう・大豆・小豆などを水につけたり煮たりして取る。
- 八方だし - だしに塩で味をつけたもの。醤油とみりんで味を付ける場合もある。下味を付けたり煮炊きに用いる[3][2]。
- ラーメン汁のだし - ラーメンの出汁は店舗ごとに大きく異なる。何を使うかは、通常、各店の極秘事項であり「企業秘密」である[注釈 2]。
- 味の素はサトウキビを発酵させた出汁であり、昆布と同じグルタミン酸が含まれている。

また地域によって以下のようなものがある。まず地域名とだしの名を挙げ、説明する。
- （平戸）アゴだし - 「アゴ」とは平戸でトビウオのことで、トビウオを乾燥させて煮出す。あごだしは、上品でスッキリとした甘味があり、味が深い[10]。だしの中でも高級品だとも[10]。あごだしは、昆布は使わない。鹿児島県の食品業界は、様々な材料から出汁をとる食文化のブランド化を図る「出汁の王国・鹿児島」プロジェクトを展開している[11]。
- （沖縄）沖縄料理のだし - 沖縄料理では、鰹だしと昆布だしの他、豚のばら肉の茹で汁を濾したものを豚だしとして用いる。
- （関東）"関東風"そばつゆのだし - 主に関東での蕎麦で使うだし。その蕎麦つゆを「うどん」にも使うため、関東の「うどん」は、黒いと言われる。沸騰した湯のなかに、鰹節やソウダガツオの削り節などを入れてそのまま1時間ほど煮出してから絞り漉す。このだしに、醤油と砂糖のみりんのかえしを入れて、つゆとなる[12]。それを濃縮した麺つゆが売られており、それを使う家庭が多くなった。ストレートのほうが風味が良いが、値段が高く・保存が効かないデメリットがある。
- （関西）"関西風"うどんつゆのだし - 主に関西でのうどんで使うだし。昆布を煮てしばらく沸騰してから取り出す。鰹節にサバ、ウルメイワシの削り節のブレンドを加えて入れて煮出してから漉し絞る。このだしに、薄口醤油と砂糖・みりん（関東より控えめ）を入れて、つゆとなる[12]。その「つゆ」は色が薄いため、白だしとして売られている。また固形状のヒガシマル・うどんスープもある。

近年は、高血圧や生活習慣病を予防するため、料理中の塩分を減らし、代わりに出汁の旨味で満足感を維持する取り組みが広がっている。青森県が進める「だし活」プロジェクトがその一例である。
昆布・カツオ節が手に入らない山間部では、干し椎茸・切り干し大根のほか、淡水魚の煮干し・タニシ・イナゴ・干し肉が出汁に使われていた。囲炉裏で雑炊・すいとんが作られ、出汁がらも具として食べられていた。

### 栄養素について
出汁をとるということ（「出汁を引く」ともいう）は、栄養素に着目して栄養学的に大雑把に説明すると、次のような成分（栄養素）を煮たり乾物を水に長時間浸したりして抽出し、組み合わせている、ということになる。
- 昆布のグルタミン酸
- 削り節などの魚介類のイノシン酸
- 椎茸のグアニル酸

### 表記の歴史
江戸時代前期（1643年）に発行され「武蔵国狭山に於いて書く」としるされた『料理物語』では、「だし」と表記され、「だしはかつお」とも書かれた。1777年『倭訓栞』（谷川士清）には「垂汁または煮出」と「タレ」と「ダシ」が書かれている。現在は出汁と書いてだしと読む表記やだし汁という表記がみられる。

### 関西と関東の表現のズレ
東日本では、「だし」と言えば、汁物やスープなどの「つゆ」を指す。高齢者になるとラーメンの「豚骨や魚介や鳥の下味」は「だし」とは表現せず「でじる」や「しる」になる。そのため、西日本出身者が「だしがカラい（下味がしょっぱい）」などと表現すると「つゆが（唐辛子のように）辛い」と思われてしまうため、西日本出身者は注意が必要である。
西日本では、「だし」と言えば、「昆布や鰹節や煮干しなどの下味」を指す。これは特に関西地方で使われ、うどんの汁をだしを効かせて色を薄くする事がほとんどであるのが理由であり、関西人が「関東はうどんが辛い（濃い、しょっぱい）、関西はうどんが薄味」と表現する事が多いのはその事に由来する。
同量の場合、関西風で使われる薄口醤油の方がやや塩分濃度は高いが、醤油の使用量も差がある点に注意されたい。例えば、うどんの汁には、関西がだし18リットルあたり500mlの薄口醤油を入れるのに対し、関東では関西の4倍以上の量の濃口醤油を入れるため、実際の塩分濃度は関西が2.5％なのに対し、関東は6.7％と2倍以上塩分濃度が高い。なお、実際の塩分摂取量は汁を飲む量にも依存する。関西では汁を飲み干す人が多いが、関東では汁は残す。

#### だしの東西の境目について
「だし」の関西 / 関東の境目、つまり明らかに風味や味付けが変わるのは、関ヶ原あたりであり、関ヶ原あたりを通るように南北に伸ばした線だということが分かっている。ちなみに、正月に食べる《お雑煮》に入れる餅の形も関西と関東で異なっており、やはり関ヶ原あたりで南北に伸ばした線の西と東で異なり、この線より西側は丸餅、東側は角餅（四角く切った餅）を雑煮に入れる。

#### だしの東西の違いが生じた理由
なぜ東西で「だし」にこのような違いが生じたかというと、「だし」が発展して日本人の生活に根付く基盤となったのは江戸時代で、江戸時代の物流の状況は現在とは異なり道路事情が非常に悪く（日本には古代ローマ帝国が建造し張り巡らせたような「舗装道路」の網は無く、雨になれば ぬかるみ だらけで泥まみれになる道ばかりで陸運は困難で、当時の日本はあえていうと水運が中心だった。）、京の都から江戸まで徒歩などで運ぶとなるとおよそ500キロメートルもあり、人の足では2週間も歩かなければいけない距離で、昆布を太平洋ルートで運搬するのは困難だったため、関東では昆布を入手することは困難だった。その結果、関東では関東で獲れる魚を主に使った「だし」や料理法が発達することになったのだが、関東で獲れる魚は薄味のものも多くて濃い《味付け》が必要だったため、しっかり味付けする「おつゆ」が使われるようになった。それに対して、関西では昆布を手に入れやすく、魚も魚自体が強い味わいをもつ魚が獲れたので、関西では素材を活かすような調理法や味付けが一般化したのである。
なお、とりあえずは関西/関東の違いを説明したが、さらに言うと「だし」は関西/関東の違いだけでなく、九州、日本海側、北海道といったさまざまな場所で違いがあり、それぞれの土地の特産品などが「だし」に影響している。

## 中華料理
中華料理においては、鶏肉、鶏ガラ・鶏骨、豚肉、中国ハム、貝柱、海老などが材料として使われる。

## 朝鮮料理
朝鮮料理においては、牛、鶏などが材料としてよく使われる他、貝のだしも用いられる。肉のゆで汁をだしとして用いる場合も多く、牛肉のだしをユッス（肉水、육수）という。

## 西洋料理
西洋料理においては、牛・鶏・魚といった動物質の素材に野菜（タマネギ、ニンジン、セロリなど）・香草類からなる香味野菜を加えて素材として作る。動物質の素材には肉のほか、すじ肉や骨も使い、使用目的によってはオーブンで香ばしく焼いた上で長時間煮込む。風味を整えるために「ブーケガルニ」と呼ばれる香草類のセットを用いる（パセリ、タイム、ローリエ等）。エビやロブスターの料理では、むいた殻でだしをとることもある。
ブイヨン（フランス語）、ブロス（英語）、スープストック（英語）、ブロード（イタリア語）はスープのベースに使われ、フォン（フランス語）はソースのベースとして使われる。

### フランス料理

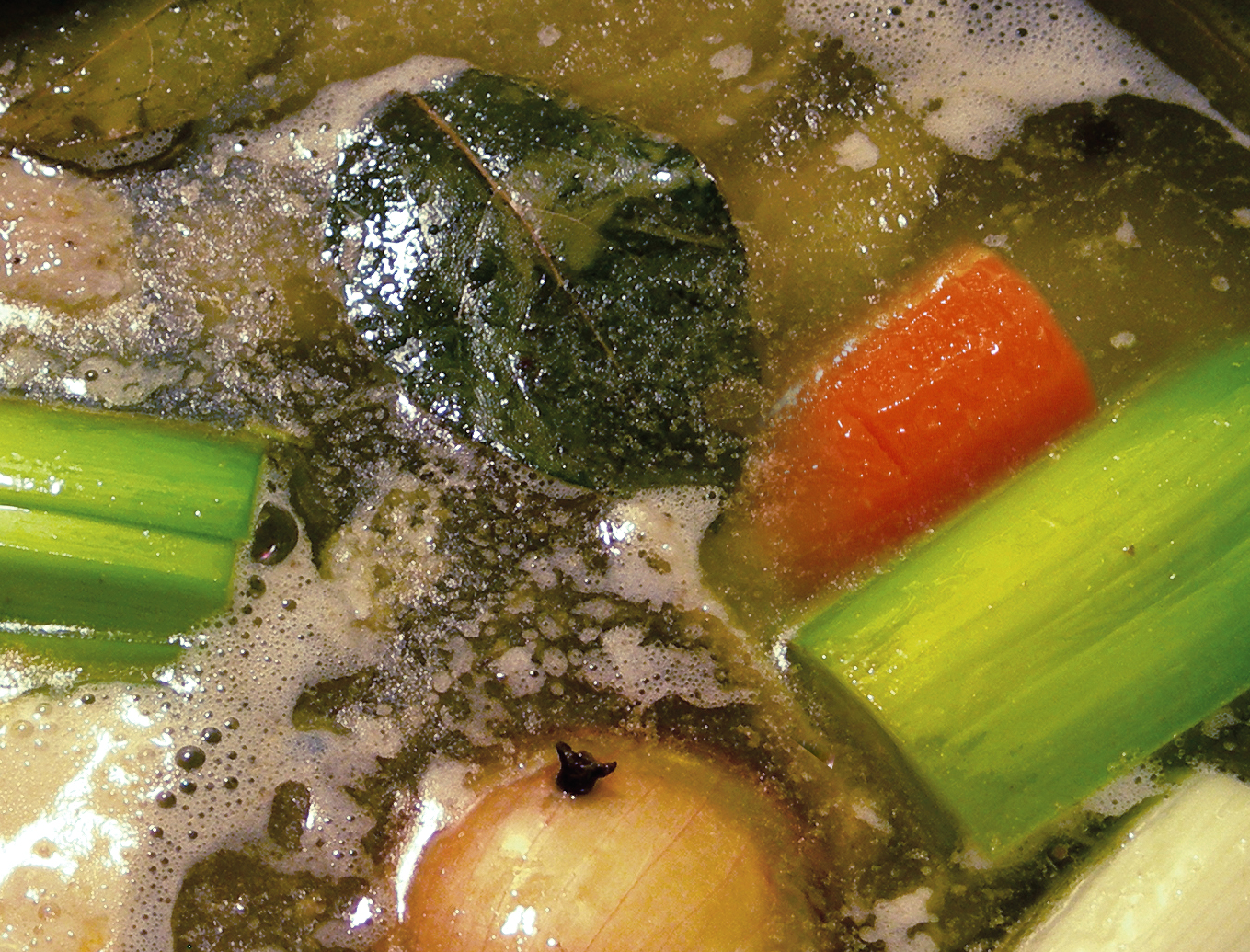
フォン

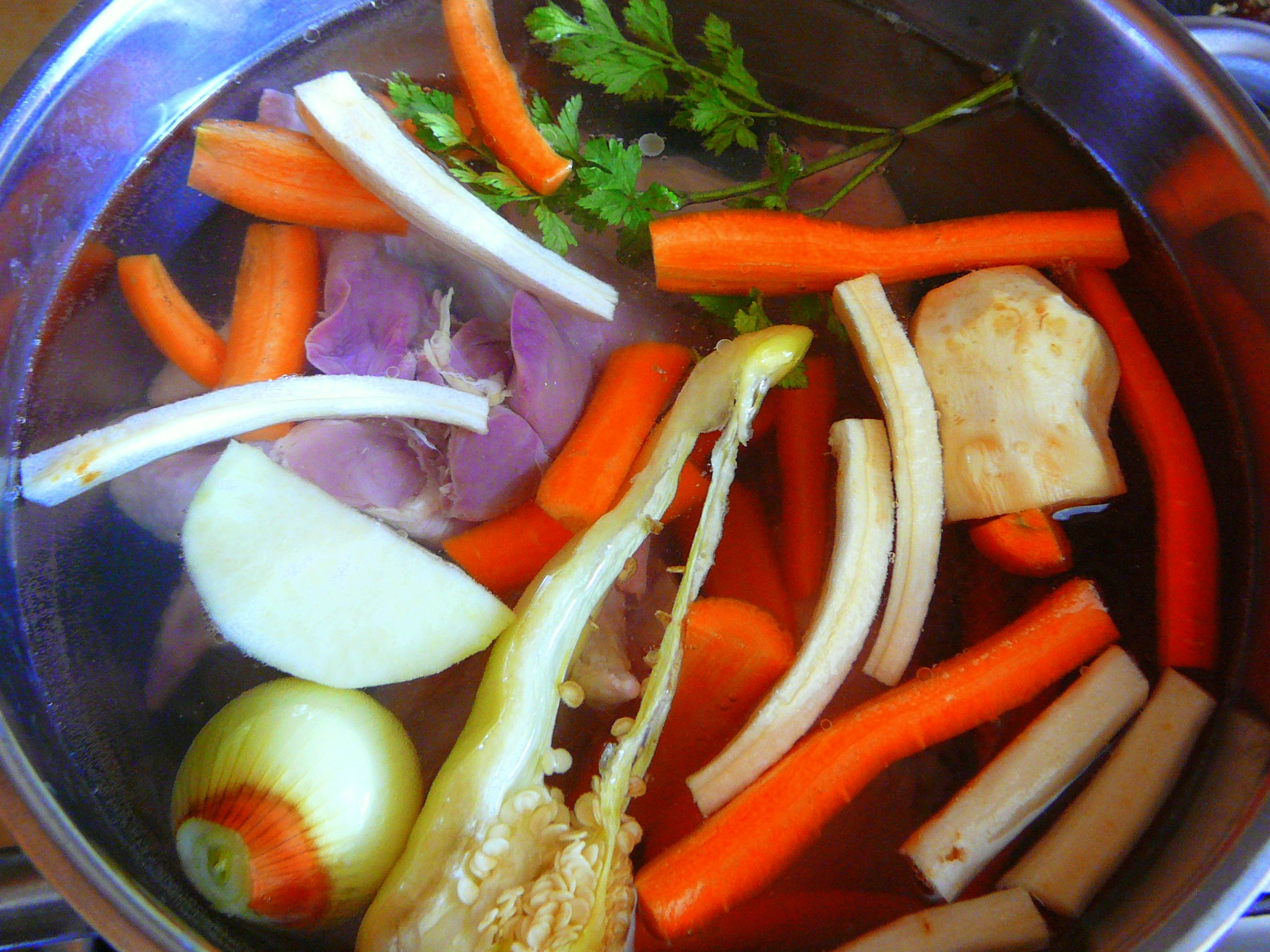
野菜のブイヨン

フランス料理においては、だしを用途によって使い分ける。大きくは、コンソメやポタージュなどのスープに用いるブイヨンと、ソースに用いるフォンとに大別される。フランス料理ではソースの種類によって様々なだしがある。
子牛を素材として使ったものは「フォン・ド・ヴォー」、仔羊のものは「フォン・ダニョー」、シカ、イノシシ、ウサギやウズラなど野鳥獣のものは「フォン・ド・ジビエ」、鶏のものは「フォン・ド・ヴォライユ」、魚のものは「フュメ・ド・ポアソン」と呼ばれる。
- フォン・ド・ヴォー - 仔牛のフォン。茶色い。
- フォン・ド・ヴォライユ - 鶏のだし汁。鶏肋はもつ（ジブレッツ）を取り除き、水で煮る。ニンジン、タマネギ、セロリなどと、ブーケガルニやコショウ、塩を加え煮て漉す[16]。
- フォン・ダニョー - 仔羊のだし。
- フォン・ド・ジビエ - ジビエのだし。野生のシカ、イノシシ、ウサギやウズラなどのだし。
- フュメ・ド・ポワソン - 魚料理のだし。魚料理へのソースや、魚スープのベースとする。白身魚の粗とタマネギ、セロリ、エシャロットなどを薄切りにしてバターで炒め、白ワイン、水、レモンの薄切り、ブーケガルニ、コショウを加えて煮出して漉したもの[17]。
- ブイヨン - スープのだし。牛肉のすね、牛骨、鶏肉と鶏肋はもつ（ジブレッツ）を取り除き、水から煮る。野菜のニンジン、タマネギ、セロリ、ブーケガルニやコショウ、塩を加えて、灰汁を取り除きながら、6時間ほど煮て漉す[17][16]。
- クールブイヨン - 主に魚介類をゆでるためのだし。クールは短時間。野菜のニンジン、タマネギ、セロリ、ブーケガルニやレモン、ライム、コショウ、塩を、水と白ワイン、ワインビネガーで短時間煮て作る[17]。

## 加工品
風味調味料などとも呼ばれる。原材料は、「風味原料」とよばれる動物性や植物性のエキス分等に、タンパク加水分解物、化学調味料、塩や醤油、砂糖などの調味料など（なおそういった副原料を加えない出汁も存在する）、および香辛料、デンプンなど様々である。液体や粉末・ペースト状などの加工品がある。風味によって、カツオ風、コンブ風、鶏ガラ風、コンソメ風など様々な種類がある。

## 比喩表現
比喩表現（俗語表現）で、自分の目的や利益のために、他の人やものを利用することを「だしにする」と表現することがある。